# 다나베 요타
다나베 요타(일본어: 田辺 陽太, 2002년 5월 15일~)는 일본의 축구 선수이다.

## 구단 경력
그는 2021년 J2리그의 미토 홀리호크에 입단했다. 2021년 8월 일본 풋볼 리그의 이와키 FC로 임대 이적했다. 2022년 미토 홀리호크로 복귀했다. 2022년 4월 일본 지역 리그의 오코시야스 교토 AC로 임대 이적했다. 2023년 미토 홀리호크로 복귀했다. 2024년 일본 풋볼 리그의 고치 유나이티드 SC로 이적했다. 2024년 일본 풋볼 리그 준우승으로 J3리그로 승격했다.